# Heleen Mees
Heleen Mees (née Heleen Nijkamp en 1968) est une écrivaine d'opinion, économiste et avocate néerlandaise. Impliquée dans la politique et les politiques publiques aux Pays-Bas et aux États-Unis, elle a également enseigné dans des universités des deux pays.

## Biographie
Heleen Mees est diplômée en économie et en droit de l'Université de Groningue. De 1992 à 1998, elle a travaillé pour le Trésor néerlandais à La Haye, pendant deux ans, en tant que porte-parole de l'ancien secrétaire d'État Willem Vermeend. Elle a ensuite travaillé pour la Commission européenne à Bruxelles de 1998 à 2000. En 2000, elle a émigré aux États-Unis, où elle a changé son nom de famille de Nijkamp pour Mees.
À New York, Heleen Mees a été initialement employée comme consultante en affaires européennes pour Ernst & Young,. Lorsque son contrat n'a pas été renouvelé, elle est restée à New York et a travaillé comme consultante indépendante sur les affaires européennes. Elle a également commencé à rédiger des articles d'opinion pour plusieurs journaux néerlandais.
La percée de Mees en tant qu'écrivaine d'opinion (elle est considérée comme une féministe de la troisième vague) aux Pays-Bas a eu lieu en 2006 lorsqu'elle a écrit «Il est temps que les femmes se mettent au travail», son premier article d'opinion féministe au CNRC Handelsblad. La même année, elle a cofondé Women on Top, une organisation qui, jusqu'en 2011, a défendu la volonté de voir s'imposer davantage de femmes dans les postes de haut niveau. En tant que fervente défenseure de l'ambition féminine et promotrice d'un plus grand nombre de femmes dans les conseils de surveillance et de direction des grandes entreprises, Heleen Mees a été décrite comme une «féministe de pouvoir».
De 2006 à 2010, elle a écrit une chronique bihebdomadaire dans NRC Handelsblad, et de 2012 à 2013 une chronique hebdomadaire pour Het Financieele Dagblad. Elle a écrit pour des publications telles que Foreign Policy et le Financial Times,. Elle est chroniqueuse pour le Project Syndicate et pour Capital,. En septembre 2015, elle était chroniqueuse invitée pour de Volkskrant, et, en 2016, elle a commencé une chronique bihebdomadaire pour ce même journal.
Elle a été vice-présidente du chapitre du Parti travailliste néerlandais (PvdA) à New York. De 2005 à 2008, elle a travaillé comme bénévole-collectrice de fonds pour la campagne présidentielle d'Hillary Clinton.
En août 2012, Heleen Mees a terminé une thèse de doctorat à l'Université Érasme de Rotterdam, dans laquelle elle a soutenu que la principale cause de la crise financière mondiale de 2008 était l'économie florissante en Chine et l'épargne et les investissements gouvernementaux qui en résultaient par les Chinois,. Tout en achevant ses recherches, elle a travaillé comme professeur adjoint adjoint à l'Université de Tilbourg. De septembre 2012 à juillet 2013, elle a travaillé comme professeure associée adjointe en administration publique à la Robert F. Wagner Graduate School of Public Service de l'Université de New York.
En juillet 2013, elle a été arrêtée à New York pour avoir traqué son ancien amant, l'économiste en chef de Citigroup, Willem Buiter. En mars 2014, le tribunal a décidé que l'affaire contre Mees devait être classée à condition qu'elle remplisse plusieurs conditions.

## Publications
- La cage à oiseaux chinoise - Comment la montée de la Chine a presque dépassé l'Occident (2016). (ISBN 978-1-137-58885-2) [20]
- Changer de fortune. Comment le boom de la Chine a provoqué la crise financière , 2012 (mémoire) [14]. (ISBN 978-90-5892-311-0)
- «NY Service Economy - A Template for a Future Suburbia» dans Here, There, Everywhere 2014. DroogLab Amsterdam. (ISBN 978-9090281735) [21]
- Tussen hebzucht en verlangen - de wereld en het grote geld [Entre la cupidité et le désir - Big Money et le monde] (2009). (ISBN 978-90-468-0572-5) [22]
- Weg met het deeltijdfeminisme! - over vrouwen, ambitie en carrière [Fini le féminisme à temps partiel! - Sur les femmes, l'ambition et la carrière] (2006). (ISBN 978-90-468-0214-4) [23]
- Compendium van het Europees belastingrecht [Compendium of EU Law] (2002) (coauteur). (ISBN 90-200-2435-3) [24]